# Snyggegylet
Snyggegylet är en sjö i Karlshamns kommun i Blekinge och ingår i Bräkneån-Mieåns kustområde. Sjön är 3,3 meter djup, har en yta på 0,0063 kvadratkilometer och befinner sig 109 meter över havet.